# Blanka Nagy
Blanka Virág Nagy (6 de diciembre de 2006) es una deportista húngara que compite en esgrima, especialista en la modalidad de espada. Ganó una medalla de plata en el Campeonato Europeo de Esgrima de 2024, en la prueba por equipos.

## Palmarés internacional
| Campeonato Europeo | Campeonato Europeo | Campeonato Europeo | Campeonato Europeo |
| Año                | Lugar              | Medalla            | Prueba             |
| ------------------ | ------------------ | ------------------ | ------------------ |
| 2024               | Basilea (Suiza)    | Medalla de plata   | Espada por equipos |